# Naissance en 945
Naissance
- 941
- 942
- 943
- 944
- 945
- 946
- 947
- 948
- 949

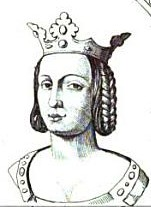
Adélaïde d'Aquitaine, né vers 945.

Cette page dresse une liste de personnalités nées au cours de l'année 945 :
- Adélaïde d'Aquitaine,  ou Adélaïde de Poitiers ou de Poitou, reine des Francs.
- Otton de Bourgogne, comte d'Auxerre, duc de Bourgogne.
- Raymond III de Rouergue, comte de Rouergue (961-1008), marquis de Gothie.
- Al-Sijzi, Abu Sa'id Ahmed ibn Mohammed ibn Abd al-Jalil al-Sijzi, mathématicien persan.
- Tróndur í Gøtu (en), viking des Îles Féroé.
- Juda ben David Hayyuj, rabbin, exégète et philologue andalou.

## Crédit d'auteurs
- Cet article est partiellement ou en totalité issu de l'article intitulé « 945 » (voir la liste des auteurs).